# Gaëtan Dorémus
Pour les articles homonymes, voir Dorémus.
Gaëtan Dorémus, né le 20 novembre 1976 à Lille, est un illustrateur et un auteur jeunesse français

## Biographie
Gaëtan Dorémus est diplômé de l’atelier d’illustration de l'École supérieure des arts décoratifs de Strasbourg en 1999, où il est également enseignant depuis 2003[réf. souhaitée].
Il commence à travailler pour la presse jeunesse (Astrapi…) et « adulte » (Le Monde, Politis, Libération…), puis recentre son travail en tant qu'auteur-illustrateur sur l'édition jeunesse.
Il travaille à Die dans la Drôme, dans un atelier qu'il partage avec un autre auteur illustrateur, Benjamin Chaud. En 2018, ce dernier précise : « Il était dans ma classe à Strasbourg. La présence de l'autre nous motive, on se soutient et on se donne des conseils. ».

## Quelques publications
La bibliographie complète est disponible sur le site de Ricochet.
- 2000 : Plus tard, Éditions du Rouergue
- 2001 : Chien-saucisse, Éditions du Rouergue
  - Le livre qui fait peur, texte de Thierry Lenain, Nathan
  - Bélisaire, Seuil Jeunesse
- 2002 : Ligne de conduite, Les Oiseaux de passage
- 2003 : Vue des toits, Seuil Jeunesse
- 2005 : Jocelyne vache à lait, texte de Richard Marnier, Seuil Jeunesse
  - Petit ogre veut un chien, texte d'Agnès de Lestrade, Nathan
  - Il fait nuit, Seuil Jeunesse
- 2006 : Les Ailes les plus bleues, Seuil Jeunesse
- 2007 : Nulle part partout, Autrement
  - Ça devait arriver, Belize Éditions
- 2008 : Ce n’est pas parce que, Seuil Jeunesse
  - Ouah !, Gallimard Jeunesse
- 2009 : Frigo vide, Seuil jeunesse
- 2010 : Chat-nouille, Éditions du Rouergue
  - Chagrin d'ours, Autrement
  - Colère noire, bonsoir !, texte de Richard Marnier, Seuil Jeunesse
  - Rhino des villes, Autrement
- 2012 : Tonio, Éditions du Rouergue
  - Mon ami, une aventure de géant gris, Éditions du Rouergue
- 2013 : Western, Autrement
  - Points : une aventure de géant gris, Éditions du Rouergue
- 2014 : Une histoire à toutes les sauces, texte de Gilles Barraqué, Nathan
  - Vacarme, éditions Notari
- 2015 :
  - 1, 2, 3, soleil !, Autrement jeunesse
  - Mon bébé Croco, Albin Michel Jeunesse
  - Trois exploits de Till l'Espiègle, texte de Philippe Lechermeier, les Fourmis rouges
- 2016 :
  - La maman de la maman de mon papa, Les fourmis rouges
  - Les Oreilles, Albin Michel Jeunesse
  - Till l'espiègle et les tricheurs, texte Philippe Lechermeier, ill. Gaëtan Dorémus, les Fourmis rouges
  - Till l'espiègle et les musiciens, texte Philippe Lechermeier, ill. Gaëtan Dorémus, les Fourmis rouges
  - Courage ; suivi de De notre temps, 2 ; Et un sourire, texte de Paul Éluard, ill. Gaëtan Dorémus, Gallimard jeunesse
- 2017 :
  - Minute papillon !, Éditions du Rouergue
  - Dans les dents ! : une vie d'ogre, texte Denis Baronnet, ill. Gaëtan Dorémus, Actes Sud junior
  - Ici , la Ville brûle
- 2018 :
  - Fuis Tigre !, Seuil jeunesse
  - Les goûters méga chouettes de Machinette, Albin Michel jeunesse
  -  Si,  texte de Rudyard Kipling, ill. Gaëtan Dorémus, traduit de l'anglais (Grande-Bretagne) par Françoise Morvan, Seghers jeunesse
  - Tout doux, Rouergue
- 2019 :
  - Quatre pattes, Rouergue
  - Ninon : petite fille modèle, les Fourmis rouges
- 2020 :
  - Lou a oublié sa tête, texte Denis Baronnet, Seuil Jeunesse  (ISBN 979-1023512953)
- 2021:
  - Le Chien Sans Nom[5], texte de Joël Egloff, Albin Michel Jeunesse
- 2023 :
  - Ami-amis[6], Rouergue
  - En fanfare ![7], Seuil jeunesse, 2023

## Prix et distinctions
- Prix des Incorruptibles 2007[8] pour Jocelyne vache à lait, texte de Richard Marnier
- Prix Enfantaisie 2008[8] pour Une histoire à toutes les sauces, texte de Gilles Barraqué
- Lauréat Catégorie « Books & Seeds » du Prix BolognaRagazzi 2015, Foire du livre de jeunesse de Bologne[9] (Italie) pour  Frigo vide
- Prix Bernard Versele 2019[8],[10] pour Minute papillon !
- Prix Pitchou 2020[8] pour Quatre pattes
- « Bibliothèque idéale » du Centre national de la littérature pour la jeunesse (BnF)[11] :
  - Rhino des villes, 2010
  - Tonio, 2012
  - Trois exploits de Till l'Espiègle, texte de Philippe Lechermeier, 2015
  -  Fuis Tigre ! , texte Gauthier David, 2018
  -  Le chien sans nom,  texte de Joël Egloff, 2021